# Про рабство волі
Про рабство волі (лат. De servo arbitrio) — полемічний твір Мартіна Лютера у відповідь на книгу Еразма Роттердамського «Про свободу волі» (лат. De libero arbitrio), виданий у 1525 році. Робота не зараховується до числа символічних книг лютеранства.
Позиція Лютера полягає в тому, що людина не може з власної волі наближатися до Бога, робити те, що є правильним в його очах — людська природа з часів гріхопадіння являє собою у власній природі зло і людина, надана сама собі, може тільки грішити. Тільки той, хто зазнав Божу благодать, здатний творити добро. Тому людська воля в цьому відношенні є поневоленою, оскільки людина не може сама вирішувати, що їй робити.
Лютер також звертався до питання свободи людини в одній зі своїх ранніх праць «Про християнську свободу» (лат. De libertate christiana, 1520 р.).